# Маљио (Виченца)
Маљио је насеље у Италији у округу Виченца, региону Венето.
Према процени из 2011. у насељу је живело 21 становника. Насеље се налази на надморској висини од 204 м.